# Encyclopaedia Metropolitana
A Encyclopaedia Metropolitana é uma enciclopédia britânica que foi publicada em Londres, em 1845, em trinta volumes, com 22.426 páginas e 565 ilustrações.
É dividida em quatro partes:
1. Ciências puras - dois volumes, 1813 páginas, 16 gravuras, 28 ligações, incluindo gramática, direito e teologia;
2. Ciências mistas e aplicadas - seis volumes, 5.391 páginas, 437 ilustrações, 42 ligações, incluindo belas artes, arte utilitária, história natural e sua aplicação, e ciências médicas;
3. História e Biografia - cinco volumes, 4458 páginas, sete mapas, contendo 135 biografias cronologicamente organizadas, intercaladas com 210 capítulos de história;
4. Miscelânea e lexicografia, treze volumes, 10.338 páginas, 105 ilustrações, incluindo geografia, um dicionário de inglês e história natural descritiva.

As gravuras foram editadas em três volumes e tinha também um volume com índice, com 364 páginas para nove mil verbetes.